# Made in America (filme)
Made in America (no Brasil e em Portugal, Feita por Encomenda) é um filme de comédia lançado em 28 de maio de 1993 pela Warner Bros., estrelado por Whoopi Goldberg e Ted Danson, e com Nia Long, Jennifer Tilly e Will Smith. O filme foi dirigido por Richard Benjamin. Foi filmado em vários locais em Oakland, na Califórnia e em Oakland Technical High School.
A canção notável na trilha sonora é "Colors of Love", escrito por Carole Bayer Sager, James Ingram e Bruce Roberts, e produzida por David Foster que faz alusão ao enredo.
O personagem Hal Jackson é baseado em parte no dono da concessionária de carros da vida real, Cal Worthington. O uso de grandes animais de circo por Hal em seus comerciais de carros é uma homenagem aos famosos comerciais "My Dog Spot", de Cal, que também foram filmados com animais de circo vivos.

## Sinopse
Zora Matthews (Long), cuja mãe Sarah (Goldberg) concebeu-a com o auxílio de um anônimo doador de esperma, descobre que seu pai é um homem branco chamado Hal Jackson (Danson). Isto vem como um grande choque para Sarah, que havia explicitamente solicitado um doador negro. Em cima disso, Jackson é um vendedor de carros desprezível desagradável, que se choca com o intelectualismo de Sarah. O filme gira em torno de Zora e relacionamento rochoso de sua mãe com Jackson. Jackson finalmente chega a ter sentimentos por sua suposta filha e sua mãe.

## Elenco
- Whoopi Goldberg como Sarah Mathews
- Ted Danson como Hal Jackson
- Nia Long como Zora Mathews
- Will Smith como Tea Cake Walters
- Jennifer Tilly como Stacy
- Paul Rodriguez como Jose
- Peggy Rea como Alberta
- Clyde Kusatsu como Bob Takashima
- David Bowe como Teddy
- Jeff Joseph como James
- Shawn Levy como Dwayne

## Trilha sonora
O álbum da trilha sonora foi lançado em 28 de maio de 1993.
1. Gloria Estefan - Go Away
2. Keith Sweat and Silk - Does He Do It Good
3. Del Tha Funkee Homosapien - Made In America
4. Lisa Fischer - Colors of Love
5. Sérgio Mendes - What Is This?
6. Mark Isham - Made In Love
7. Laura Satterfield and Ephraim Lewis - I Know I Don't Walk On Water
8. DJ Jazzy Jeff and The Fresh Prince - Dance or Die
9. Deep Purple - Smoke On The Water
10. Ben E. King - If You Need A Miracle
11. Y.T. Style - Stand

## Recepção
O filme estreou nos cinemas em 28 de maio de 1993, e arrecadou US $ 12 milhões em seu fim de semana de abertura. Foi lançado a mais de 2.000 cinemas e arrecadou quase US $ 50 milhões só nos EUA. Em todo o mundo, ganhou mais de US $ 100 milhões. Este foi o segundo papel de apoio de Will Smith em um filme e onde começou a sua carreira de ator de cinema.
Made in America ganhou críticas negativas na maior parte dos críticos, segurando uma classificação de 29% no Rotten Tomatoes com base em 28 comentários. Roger Ebert elogiou a atuação de Goldberg no filme e disse: "Este não é um grande filme, mas com certeza é um bem agradável".